# حديقة جزر فوربس الوطنية
جزر فوربس هي حديقة وطنية في ولاية كوينزلاند، أستراليا، 1962 كم شمال غرب بريزبن.